# Asplenium physosorum
Asplenium physosorum là một loài dương xỉ trong họ Aspleniaceae. Loài này được Sieb. mô tả khoa học đầu tiên.
Danh pháp khoa học của loài này chưa được làm sáng tỏ. 